# Karl Krickeberg

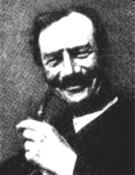
Karl Krickeberg (1867–1944)

Karl Christian Martin Krickeberg (* 1. Juli 1867 in Wismar; † 22. September 1944 in Rostock) war ein deutscher Pädagoge, Theaterschauspieler, Theaterleiter, Dramatiker und niederdeutscher Schriftsteller.

## Leben
Karl Krickeberg war Sohn des Ratsdieners Friedrich Krickeberg und dessen Ehefrau Marie, geb. Rönnau. Nach dem Besuch einer Bürgerschule und der Großen Stadtschule  in Wismar studierte er ab 1886 zunächst an der Universität Rostock und ab Herbst 1887 an der Georg-August-Universität Göttingen klassische Philologie und Germanistik. Er wurde Mitglied des Philologisch-Historischen Vereins Göttingen im Naumburger Kartellverband.
1891 legte er das Staatsexamen mit Lehrbefähigung in Latein und Griechisch ab. Nach Ableistung des Einjährigen Militärdienstes 1891 in Wismar absolvierte er die weitere Ausbildung ab 1892 in Greifswald und am Marienstiftsgymnasium zu Stettin und war dann Konrektor an der gehobenen Knabenschule in Tribsees. Von 1896 bis 1898 war er Leiter der Höheren Privatschule in Osterwieck (Harz). 1897 wurde er an der Georg-August-Universität Göttingen mit der Schrift: Johann Micraelius: ein Dichter des dreissigjährigen Krieges promoviert. Von 1898 bis 1912 war er Oberlehrer für Latein, Griechisch, Deutsch, Religion, Geschichte, Erdkunde und Turnen an der Großen Stadtschule Rostock. 1916, nun am Realgymnasium tätig, wurde er zum Gymnasialprofessor und Studienrat ernannt.
Nachdem Richard Ohnsorg 1918 mit seiner Dramatischen Gesellschaft Hamburg (ab 1920 Niederdeutschen Bühne, heute Ohnsorg-Theater) ein Gastspiel in Rostock gegeben hatte, gab es auch hier den Wunsch nach einem solchen Theater. 1919 wurde Krickeberg Gründer und Leiter der Niederdeutschen Bühne Rostock, der ersten in Mecklenburg. Sie wurde 1920 mit Hermann Boßdorfs „Bahnmeester Dod“ eröffnet. Krickeberg schrieb selber zahlreiche Stücke, bei deren Aufführungen er auch meist die Hauptrollen übernahm. Das Theater gastierte mehrfach in mecklenburgischen und pommerschen Städten. Krickeberg gehörte zum Gründungsvorstand des Niederdeutschen Bühnenbundes, der 1927 gegründet wurde. 1940 wurde er für sein Wirken mit dem John-Brinckman-Preis geehrt.
Karl Krickeberg war ab dem 20. November 1894 mit Luise (Catharina Friederike) Voth (* 8. November 1867 in Schwaan; † 4. Juni 1941 in Rostock) verheiratet, der Tochter eines Wismarer Gastwirtes und Mühlenbesitzers. Das Paar hatte drei Kinder, den Sohn Walter (Friedrich) Krickeberg (* 24. Juni 1895 in Tribsees; † 22. August 1966 in Rostock) sowie die Töchter Anneliese (Martha Margarethe Ida Hedwig) Krickeberg (* 22. August 1896 in Osterwieck; † 19. Dezember 1968 in Rostock) und Gertrud (Luitgard Marie-Luise) Krickeberg (* 1. Juli 1905 in Rostock; † 1997 in Bremen). Der Sohn wurde Arzt. Er war von 1914 bis Kriegsende im Felde, wurde 1923 in Rostock approbiert und promoviert und war danach Assistenzarzt in Rostock. Ab Oktober 1926 war er am Stift Bethlehem-Ludwigslust als Röntgenfacharzt tätig.  Die Tochter Anneliese war mit dem Rostocker Arzt und Hochschullehrer George (Leopold) Langhans (1895–1972) verheiratet. Die Tochter Gertrud wurde Buchhändlerin und war mit dem Chemiker Erwin Usius (* 1904) verheiratet. Der erste Sohn von Walter Krickeberg ist der Statistiker und Stochastiker Klaus Krickeberg (* 1929). Er hat 3 Söhne und eine Tochter. Der zweite Sohn von Walter Krickeberg ist der Musikwissenschaftler und Komponist Dieter Krickeberg (* 1932). Dieser heiratete Heidi Genzel. Die Töchter sind Anne Krickeberg und Ute Krickeberg. Als zweite, spätere Frau des Ururgroßvaters von Karl Krickeberg war die Theaterschauspielerin Sophie Friederike Krickeberg keine direkte Vorfahrin von ihm. Karl Krickebergs Grabstätte befindet sich auf dem Neuen Friedhof in Rostock (Feld Pf 63).

## Schriften (Auswahl)
Historische Dramen
- Charlotte Corday. Drama in vier Aufzügen, Koch, Rostock 1901, Uraufführung 1903 am Rostocker Stadttheater
- Der Pharisäer. Drama in vier Aufzügen, Eduard Bloch, Berlin 1909
- Hanna Pless. Schauspiel in vier Aufzügen, Hinstorff, Rostock 1920

Niederdeutsche Dramen
- Anner Lüd' Kinner: Buernkemedi in dree Uptoeg. Behrend & Boldt, Rostock 1921[10]
- Pidder Lüng: Schauspill in dree Uptoeg (Detlev von Liliencron to'n Gedenken). Reuterborn-Verlag, Rostock 1923
- Streik: plattdütsch Schauspill in vier Uptoeg. Leopold, Rostock 1924
- De verlorn' Soehn: Plattdütsch Schauspill in 4 Uptoeg. In: Plattdeutsche Arbeitsgemeinschaft, Rostock 1927

Sonstige Schriften
- Johann Micraelius: ein Dichter des dreissigjährigen Krieges. Dissertation, Philosophische Fakultät der Georg-Augusts-Universität zu Göttingen, A.W. Zickfeldt, Osterwieck/Harz 1897 (online)
- Rede bei der Schillerfeier der Grossen Stadtschule am 9. Mai 1905, gehalten von Oberlehrer Dr. K. Krickeberg. Boldt, Rostock 1906 (= Beilage zum Jahresbericht des Gymnasiums und Realgymnasiums zu Rostock, Ostern 1906) (Digitalisat)
- Das Schauspiel auf der Rostocker Bühne in 25 Jahren. In: Festschrift des Rostocker Stadttheaters. 1920, S. 7–20
- Das Stadttheater in Rostock. In: Rostocker Frühjahrswoche vom 26. Februar bis 5. März 1922, S. 63–68.
- Die alte Schulbank : eine Plauderei. In: Mecklenburgische Monatshefte, Schwerin 1935, Bd. 11, S. 84ff. (Digitalisat)
- Mecklenburgische Volkstypen in plattdeutschen Kurzgeschichten. In: Mecklenburgische Monatshefte, Schwerin 1937, Bd. 13, S. 429ff. (Digitalisat)

## Hörspiele
- 1926: Pidder Lüng. Schauspill in dree Optög. Detlev von Liliencron to'n Gedenken – Produzent: NORAG (Hamburg), Regie: Hans Böttcher

## Primärliteratur
- Karl Krickeberg: Johann Micraelius: ein Dichter des dreissigjährigen Krieges. Dissertation, Göttingen 1897, siehe Schriften, hier: Lebenslauf S. 75–76